# Mar Raventós
María del Mar Raventós Chalbaud (Barcelona, 13 de abril de 1952) es una empresaria española. Fue presidenta del Grupo Codorníu entre 1998 y 2018, convirtiéndose en la primera mujer en asumir este cargo en la empresa familiar más antigua de España.

## Biografía
Hija de Teresa Chalbaud y Jesús Raventós, pertenecientes a una de las ramas familiares propietarias del Grupo Codorníu. Forma parte de la 15.ª generación al frente de la compañía, considerada la creadora del cava y de la que fue accionista principal hasta 2018.
Es licenciada en Ciencias económicas y Filosofía y Letras por la Universidad de Barcelona (UB). Inició su carrera profesional en Codorníu en 1976 como responsable del accionariado familiar, compuesto por unas doscientas personas. A lo largo de los años fue asumiendo diversas funciones dentro de la empresa, como la gestión de los departamentos de servicios, relaciones públicas e imagen. En 1992, fue nombrada adjunta al director general.
En septiembre de 1998, fue nombrada presidenta del grupo, sustituyendo en el cargo a su primo Manuel Raventós i Artés. Durante su presidencia, la compañía llevó a cabo una estrategia de expansión nacional e internacional, que incluyó la adquisición de bodegas y viñedos, y la consolidación de su presencia en cerca de noventa países. En 2003, fue reelegida como presidenta del grupo.
A finales de 2018, con la entrada en el accionariado del fondo de inversión estadounidense Carlyle, cesó en sus funciones como presidenta y abandonó la dirección de la compañía.

## Reconocimientos
En 2003, Maria del Mar Raventós y Chalbaud recibió el Premio a la Mujer Empresaria, otorgado por la Federación Española de Mujeres Directivas, Profesionales y Empresarias (FEDEPE). Posteriormente, en 2012, fue distinguida con el Premio Emprendedor del Año y el galardón International Women's Entrepreneurial Challenge, que reconoce a empresarias de éxito con proyección internacional.
En 2016, fue incluida en una lista elaborada por la consultora Adecco sobre los diez directivos más valorados como jefes para trabajar en España. Al año siguiente, en 2017, la revista Forbes la incluyó en el listado de "Las 50 españolas más poderosas", situándola dentro del Top 10 de mujeres más influyentes del país y como la tercera catalana mejor posicionada en ese grupo. También ha sido la primera mujer en recibir el reconocimiento de la patronal catalana Cecot por su trayectoria profesional.